# 南岸塔

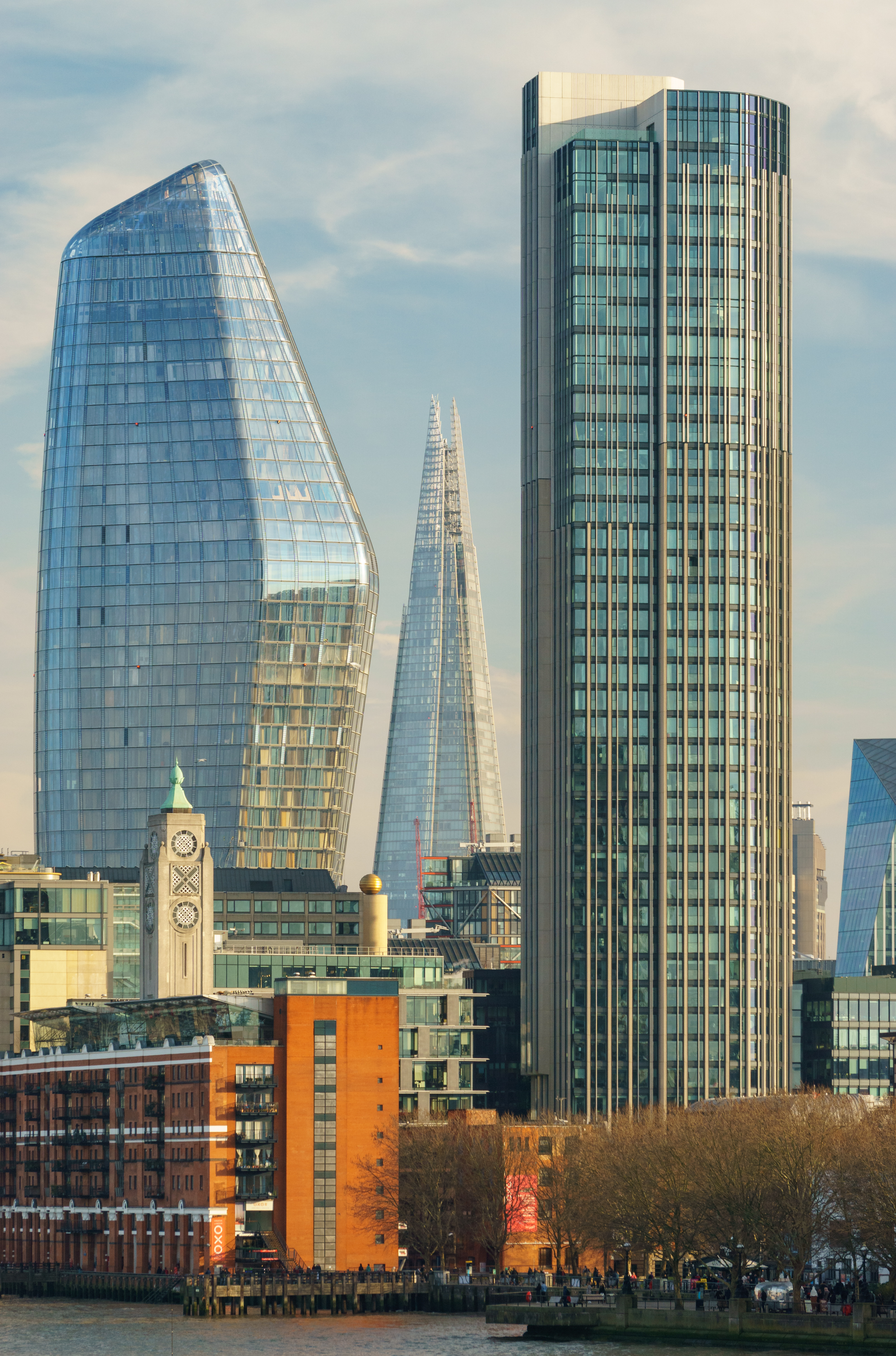
右側建築是南岸塔

南岸塔（Southbank Tower）是英國倫敦的一座摩天大樓，位於薩瑟克。該建築最初是一座30層建築，高111（364英尺），竣工於1972年。建築外觀和42大廈類似，兩者由同一建築師設計。CIT和嘉德瓦投資於2010年合資6千萬英鎊購入該大廈，並於往後數年多次入紙申請將之擴建，最終方案將大廈加多了11層。改建後，全棟大樓共有191個住宅單位、370,000平方英尺的辦公室和72,000平方英尺的零售店舖。

## 外部連結
- 维基共享资源上的相關多媒體資源：南岸塔
- Residential Website
- From emporis.com

51°30′26.7″N 00°6′27.5″W / 51.507417°N 0.107639°W